# José Gaspar d’Afonseca e Silva
José Gaspar d’Afonseca e Silva (6. ledna 1901, Araxá, Minas Gerais – 27. srpna 1943, Rio de Janeiro) byl arcibiskup arcidiecéze São Paulo.
Studoval kanonické právo na Papežské univerzitě v Římě a získal dne 12. srpna 1923 kněžské svěcení. V roce 1927 se stal profesorem a prorektorem semináře São Paulo. V roce 1934 byl dosazen na místo rektora semináře v Ipiranga. Papež Pius XI. ho jmenoval 23. února 1935 titulárním biskupem z Barcy a stal se pomocným biskupem v São Paulo. Biskupské svěcení mu udělil arcibiskup Leopoldo Duarte e Silva dne 28. dubna 1935. Spolusvětitelé byli Antonio Colturato, biskup z Uberaba a Gastão Liberal Pinto. S funkcí pomocného biskupa také vedl katolickou akci. Dne 29. července 1939 ho Pius XII., jako teprve 38letého, jmenoval novým arcibiskupem São Paula.
Afonseca restrukturalizoval arcidiecézi a rozdělil ji na děkanáty, které opakovaně navštěvoval. Dále pracoval na posílení pastýřské práce. Napsal také řadu pastýřských listů. Snažil se také prosadit křesťanskou morální teologii v rodinném právu. V roce 1942 se účastnil čtvrtého kongresu Eucharistie v Brazílii, jehož přípravou se také zabýval. V březnu 1941 mu univerzita São Bento udělila čestný doktorát z filozofie. V roce 1943 se stal čestným členem brazilského institutu historie a geografie.
V létě 1943 plánoval výlet do Ria de Janeiro. Jeho letadlo havarovalo 27. srpna při pokusu o přistání. Ostatky arcibiskupa byly převezeny do São Paula a pohřbeny v katedrále.